# Gelis apterus
Gelis apterus (лат.) — вид мелких наездников-ихневмонид (Ichneumonidae) из подсемейства Cryptinae. Паразиты пауков. Палеарктика.

## Распространение
Южная и Центральная Европа (включая Португалию), Азербайджан, Таджикистан.

## Описание
Длина самок 3,2—5,5 мм (бескрылые); самцы 3,0—4,1 мм (крылатые). Тело самок в основном чёрное, но основания усиков оранжевое и грудь, проподеум и первый сегмент брюшка варьируют в окраске от почти полностью чёрного до почти полностью оранжевого; ноги в основном, черноватые или тёмно-коричневые с желтоватыми отметинами; голени белые в базальной части. Усики самок с 21—25 сегментами (у самцов 21—23). Тело самцов в основном чёрное, но мандибулы с красноватыми зубцами, щупики коричневые, тегулы желтовато-коричневые; ноги с черновато-коричневыми тазиками, бёдрами; голени белые в базальной части; лапки черновато-коричневые. Яйцеклад примерно в 2 раза длиннее задней голени. Паразитируют на яйцевых коконах пауков вида Zodarion styliferum (Simon) из семейства пауков-муравьедов (Zodariidae, Araneae). Коконы наездников имеют коричневый цвет и длину от 5,5 до 7 мм. Окукливание длится от 9 до 14 дней.
Вид был впервые описан в 1763 году (Pontoppidan, 1763).

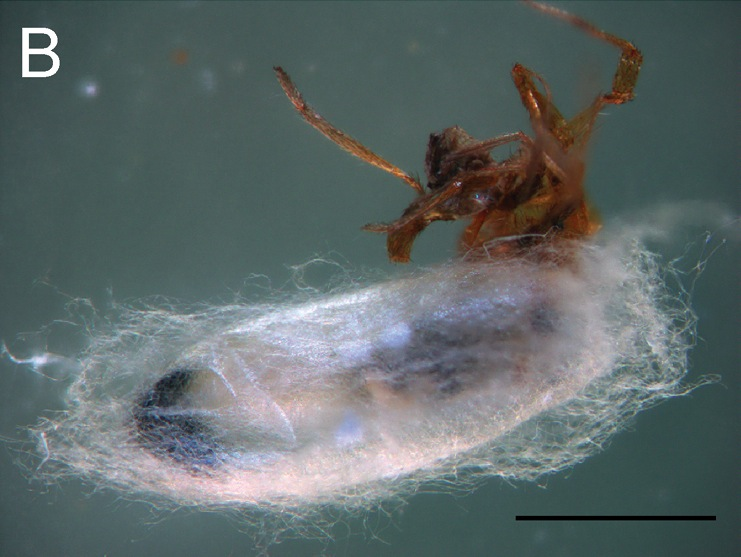
Окукливание G. apterus
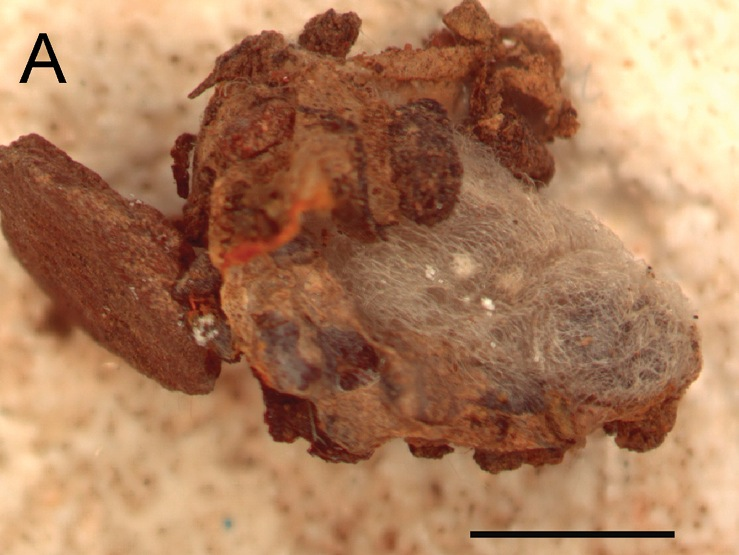
Коконы Gelis apterus внутри кокона паука